# 霧島市
霧島市（日语：／ Kirishima shi */?）是日本鹿兒島縣轄下的一個城市，位於鹿兒島灣的北側。成立于2005年11月7日，由舊國分市與姶良郡溝邊町、橫川町、牧園町、霧島町、隼人町、福山町合併而成，現為鹿兒島縣內人口規模第二的城市。由於地處薩摩半島和大隅半島相接之處，又接鄰宮崎縣，霧島市因此成為鹿兒島縣的交通中心。許多國道和鐵路接通過此地，九州南部最大的機場鹿兒島機場也設於此。

## 歷史

### 沿革
- 1889年4月1日：實施町村制，現在的轄區在當時分屬姶良郡溝邊村、西囎唹郡福山村、國分村、西國分村、東國分村、敷根村、清水村、東襲山村及桑原郡牧園村、橫川村、西襲山村。
- 1897年4月1日 - 西囎唹郡和桑原郡被併入姶良郡。
- 1926年4月1日：國分村改制為國分町。
- 1929年10月10日：西國分村改制並改名為隼人町。
- 1929年11月1日：福山村改制為福山町。
- 1930年1月1日：西襲山村改名為日當山村。
- 1935年7月10日：東襲山村改名為霧島村。
- 1940年2月16日 - 橫川村改制為橫川町。
- 1940年4月1日：牧園村改制為牧園町。
- 1950年4月1日：東襲山村從霧島村分村。
- 1953年5月3日：日當山村改制為日當山町。
- 1954年4月1日：
  - 國分町、東襲山村、清水村的一部分合併為國分町。
  - 隼人町、日當山町、清水村的其餘地區合併為隼人日當山町。
- 1954年5月10日： 國分町、東國分村、敷根村合併為國分町。
- 1955年2月1日：國分町改制為國分市。
- 1957年4月1日：隼人日當山町改名為隼人町。
- 1958年11月3日：霧島村改制為霧島町。
- 1959年4月1日：溝邊村改制為溝邊町。
- 2005年11月7日：隼人町、福山町、霧島町、溝邊町、橫川町、牧園町和國分市合併為霧島市。[2]

| 1889年4月1日      | 1889年-1910年               | 1910年-1930年                     | 1930年-1950年                     | 1950年-1970年                     | 1950年-1970年                  | 1970年-1990年              | 1990年-現在                | 現在                       |
| ----------------- | --------------------------- | --------------------------------- | --------------------------------- | --------------------------------- | ------------------------------ | -------------------------- | -------------------------- | -------------------------- |
| 姶良郡 溝邊村     | 姶良郡 溝邊村               | 姶良郡 溝邊村                     | 姶良郡 溝邊村                     | 姶良郡 溝邊村                     | 1959年4月1日 改制為溝邊町      | 1959年4月1日 改制為溝邊町  | 2005年11月7日 合併為霧島市 | 2005年11月7日 合併為霧島市 |
| 西囎唹郡 福山村   | 1897年4月1日 姶良郡福山村   | 1929年11月1日 改制為福山町        | 1929年11月1日 改制為福山町        | 1929年11月1日 改制為福山町        | 1929年11月1日 改制為福山町     | 1929年11月1日 改制為福山町 | 2005年11月7日 合併為霧島市 | 2005年11月7日 合併為霧島市 |
| 西囎唹郡 東國分村 | 1897年4月1日 姶良郡東國分村 | 1897年4月1日 姶良郡東國分村       | 1897年4月1日 姶良郡東國分村       | 1897年4月1日 姶良郡東國分村       | 1954年5月10日 合併為國分町     | 1955年2月1日 改制為國分市  | 2005年11月7日 合併為霧島市 | 2005年11月7日 合併為霧島市 |
| 西囎唹郡 敷根村   | 1897年4月1日 姶良郡敷根村   | 1897年4月1日 姶良郡敷根村         | 1897年4月1日 姶良郡敷根村         | 1897年4月1日 姶良郡敷根村         | 1954年5月10日 合併為國分町     | 1955年2月1日 改制為國分市  | 2005年11月7日 合併為霧島市 | 2005年11月7日 合併為霧島市 |
| 西囎唹郡 東襲山村 | 1897年4月1日 姶良郡東襲山村 | 1897年4月1日 姶良郡東襲山村       | 1935年7月10日 改名為霧島村        | 霧島村                            | 1958年11月3日 改制為霧島町     | 1958年11月3日 改制為霧島町 | 2005年11月7日 合併為霧島市 | 2005年11月7日 合併為霧島市 |
| 西囎唹郡 東襲山村 | 1897年4月1日 姶良郡東襲山村 | 1897年4月1日 姶良郡東襲山村       | 1935年7月10日 改名為霧島村        | 1950年4月1日 東襲山村分村         | 1954年4月1日 合併為國分町      | 1955年2月1日 改制為國分市  | 2005年11月7日 合併為霧島市 | 2005年11月7日 合併為霧島市 |
| 西囎唹郡 國分村   | 1897年4月1日 姶良郡國分村   | 1926年4月1日 改制為國分町         | 1926年4月1日 改制為國分町         | 1926年4月1日 改制為國分町         | 1954年4月1日 合併為國分町      | 1955年2月1日 改制為國分市  | 2005年11月7日 合併為霧島市 | 2005年11月7日 合併為霧島市 |
| 西囎唹郡 清水村   | 1897年4月1日 姶良郡清水村   | 1897年4月1日 姶良郡清水村         | 1897年4月1日 姶良郡清水村         | 1897年4月1日 姶良郡清水村         | 1954年4月1日 合併為國分町      | 1955年2月1日 改制為國分市  | 2005年11月7日 合併為霧島市 | 2005年11月7日 合併為霧島市 |
| 西囎唹郡 清水村   | 1897年4月1日 姶良郡清水村   | 1897年4月1日 姶良郡清水村         | 1897年4月1日 姶良郡清水村         | 1897年4月1日 姶良郡清水村         | 1954年4月1日合併為隼人日當山町 | 1957年4月1日 改名為隼人町  | 2005年11月7日 合併為霧島市 | 2005年11月7日 合併為霧島市 |
| 西囎唹郡 西國分村 | 1897年4月1日 姶良郡西國分村 | 1929年10月10日 改制並改名為隼人町 | 1929年10月10日 改制並改名為隼人町 | 1929年10月10日 改制並改名為隼人町 | 1954年4月1日合併為隼人日當山町 | 1957年4月1日 改名為隼人町  | 2005年11月7日 合併為霧島市 | 2005年11月7日 合併為霧島市 |
| 桑原郡 西襲山村   | 1897年4月1日 姶良郡西襲山村 | 1930年1月1日 改名為日當山村       | 1930年1月1日 改名為日當山村       | 1953年5月3日 改制為日當山町       | 1954年4月1日合併為隼人日當山町 | 1957年4月1日 改名為隼人町  | 2005年11月7日 合併為霧島市 | 2005年11月7日 合併為霧島市 |
| 桑原郡 牧園村     | 1897年4月1日 姶良郡牧園村   | 1897年4月1日 姶良郡牧園村         | 1940年4月1日 改制為牧園町         | 1940年4月1日 改制為牧園町         | 1940年4月1日 改制為牧園町      | 1940年4月1日 改制為牧園町  | 2005年11月7日 合併為霧島市 | 2005年11月7日 合併為霧島市 |
| 桑原郡 橫川村     | 1897年4月1日 姶良郡橫川村   | 1897年4月1日 姶良郡橫川村         | 1940年2月16日 改制為橫川町        | 1940年2月16日 改制為橫川町        | 1940年2月16日 改制為橫川町     | 1940年2月16日 改制為橫川町 | 2005年11月7日 合併為霧島市 | 2005年11月7日 合併為霧島市 |

## 交通

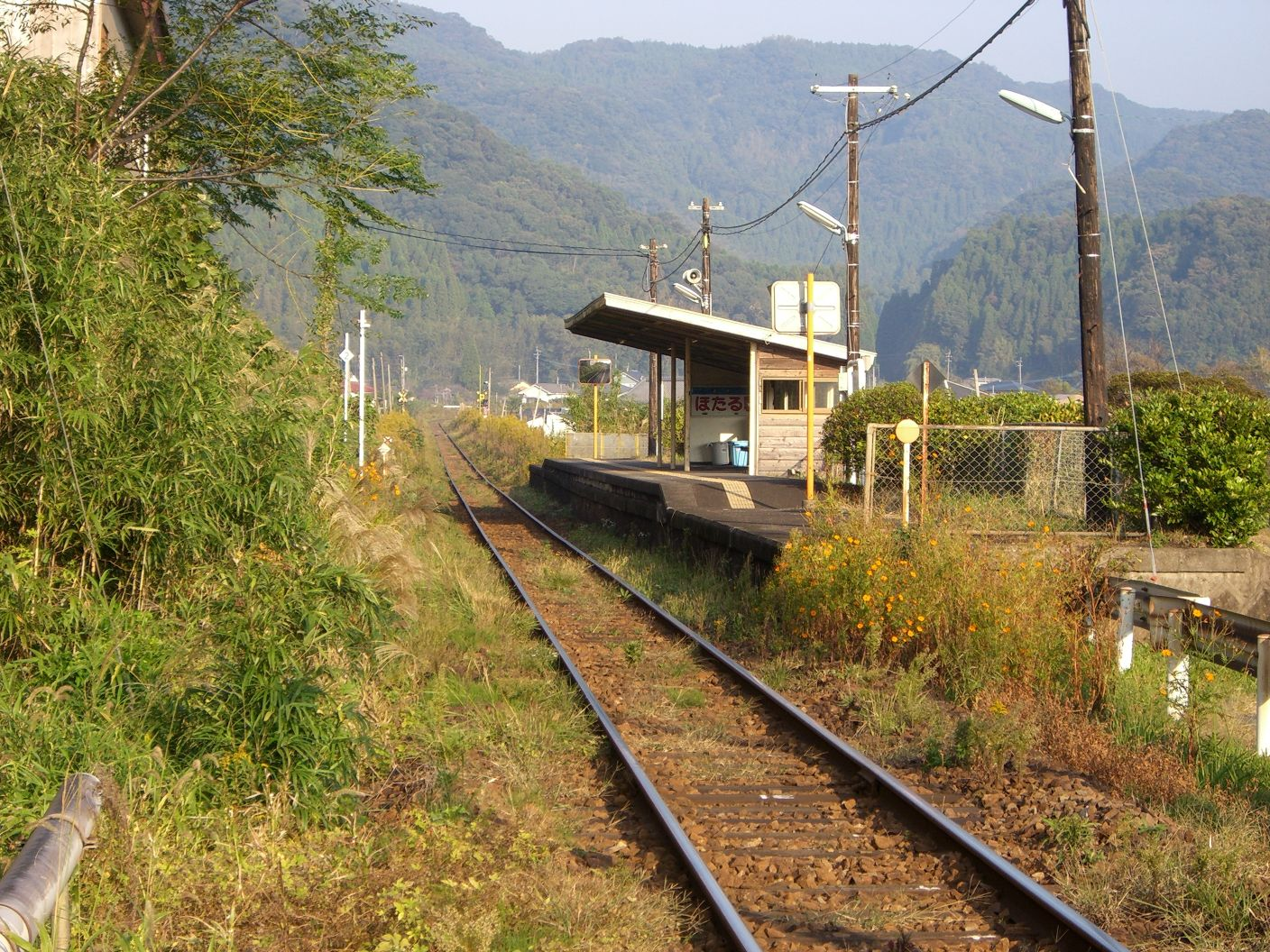
日當山車站

### 機場
- 鹿兒島機場

### 鐵路
- 九州旅客鐵道
  - 日豐本線：北永野田車站 - 霧島神宮車站 - 國分車站 - 隼人車站
  - 肥薩線：隼人車站 - 日當山車站 - 表木山車站 - 中福良車站 - 嘉例川車站 - 霧島溫泉車站 - 植村車站 - 大隅橫川車站

過去曾有日本國鐵大隅線通過，但已於1987年停駛。
- 日本國鐵
  - 大隅線： 大廻車站 - 大隅福山車站 - 敷根車站 - 銅田車站 - 金剛寺車站 - 國分車站

### 道路
高速道路
- 九州自動車道：橫川交流道 - 溝邊休息區 - 溝邊鹿兒島機場交流道
- 東九州自動車道：國分休息區 - 國分交流道 - 隼人東交流道 - 隼人西交流道

## 教育

### 大學
- 第一工業大學
- 第一幼兒教育短期大學
- 志學館大學

### 高等學校
- 鹿兒島縣立霧島高等學校
- 鹿兒島縣立國分高等學校
- 鹿兒島縣立隼人工業高等學校
- 鹿兒島縣立福山高等學校
- 鹿兒島縣立牧園高等學校
- 霧島市立國分中央高等學校
- 私立鹿兒島第一高等學校

### 高等專門學校
- 國立鹿兒島工業高等專門學校

### 特殊學校
- 鹿兒島縣立牧之原養護學校

## 圖片

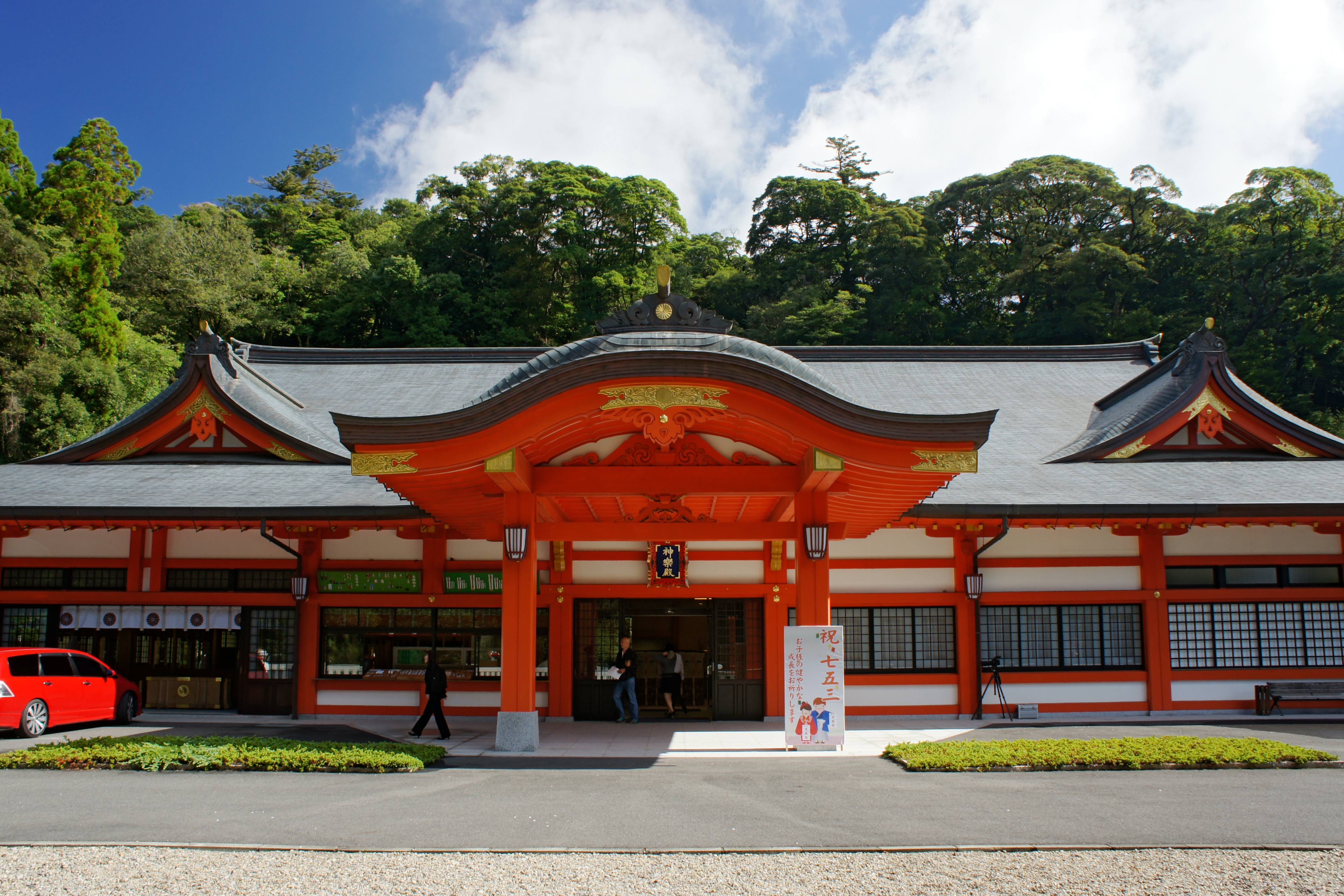
霧島神宮
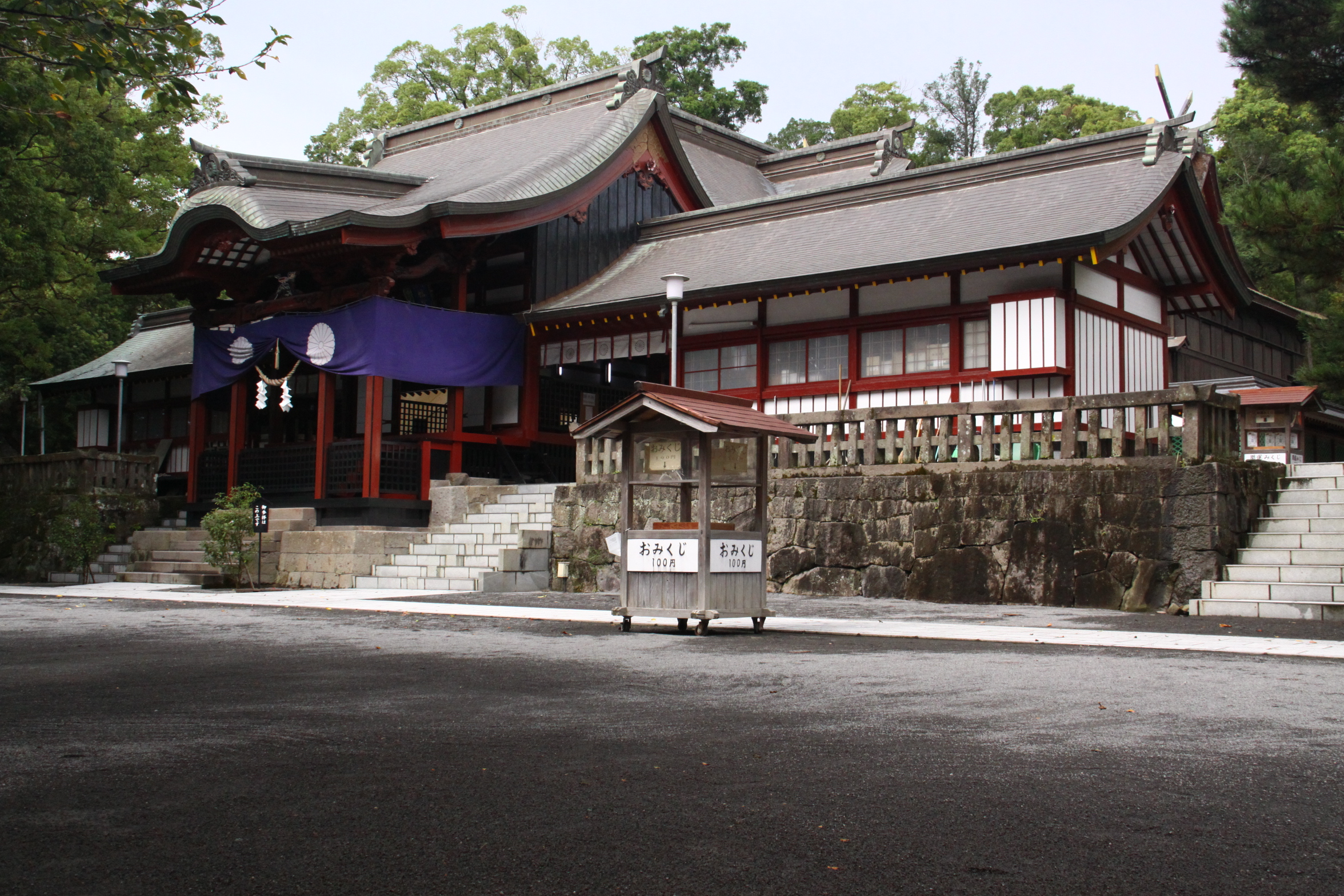
鹿兒島神宮
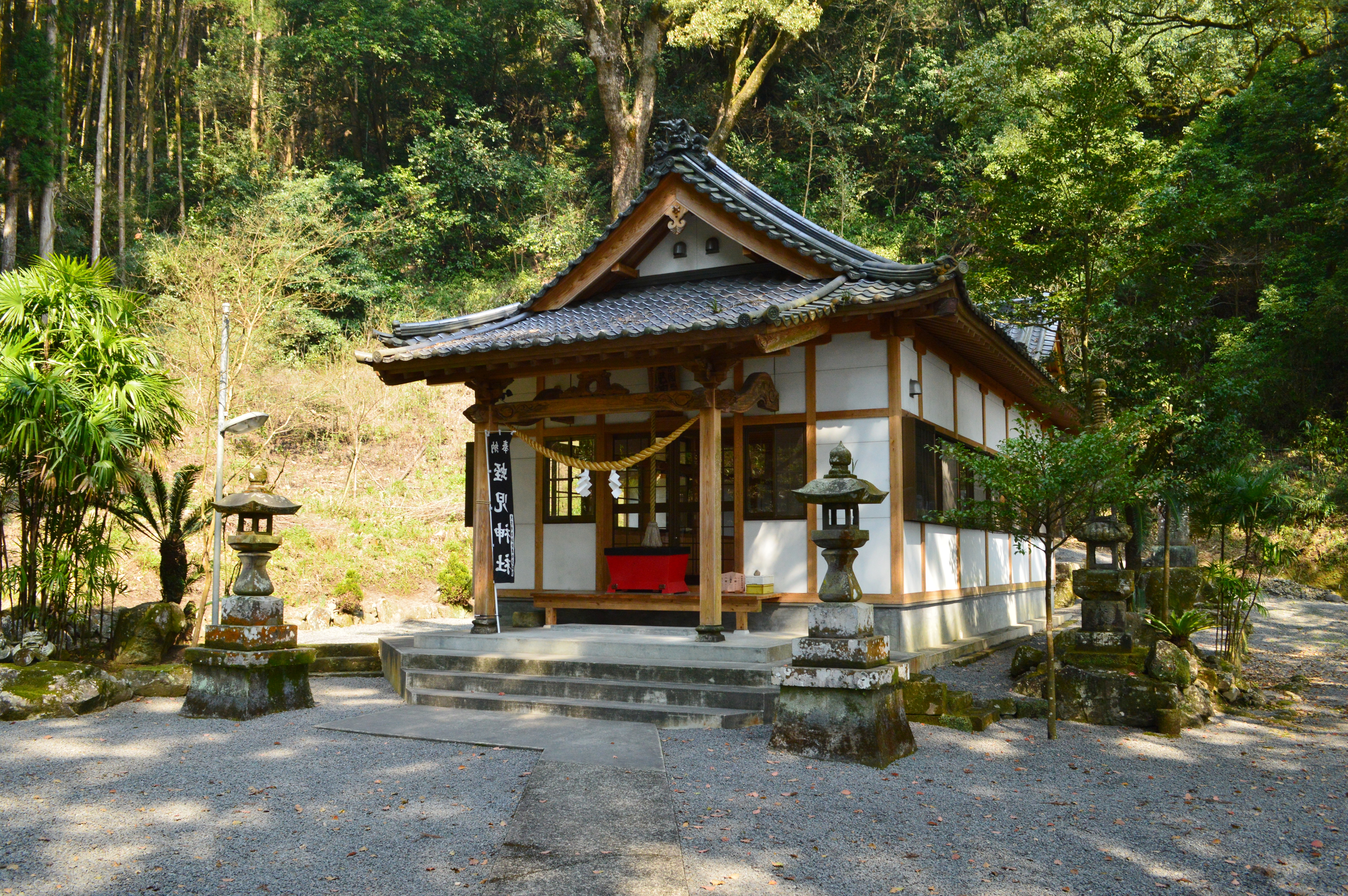
蛭兒神社
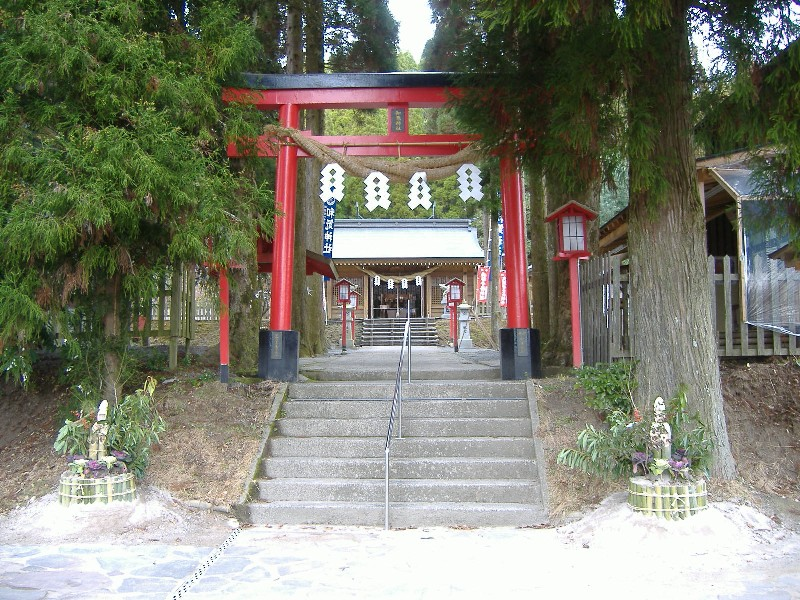
和氣神社
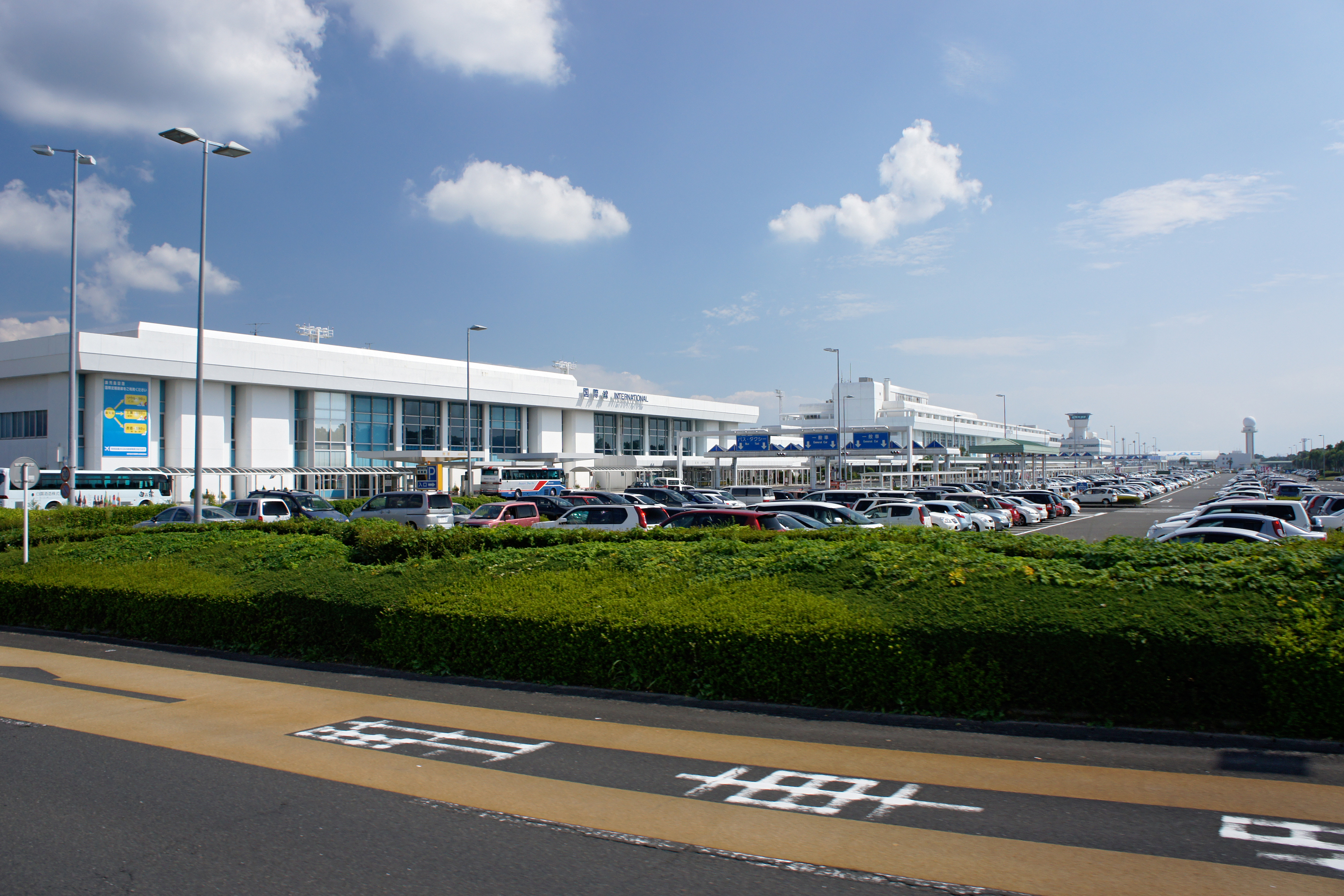
鹿兒島機場
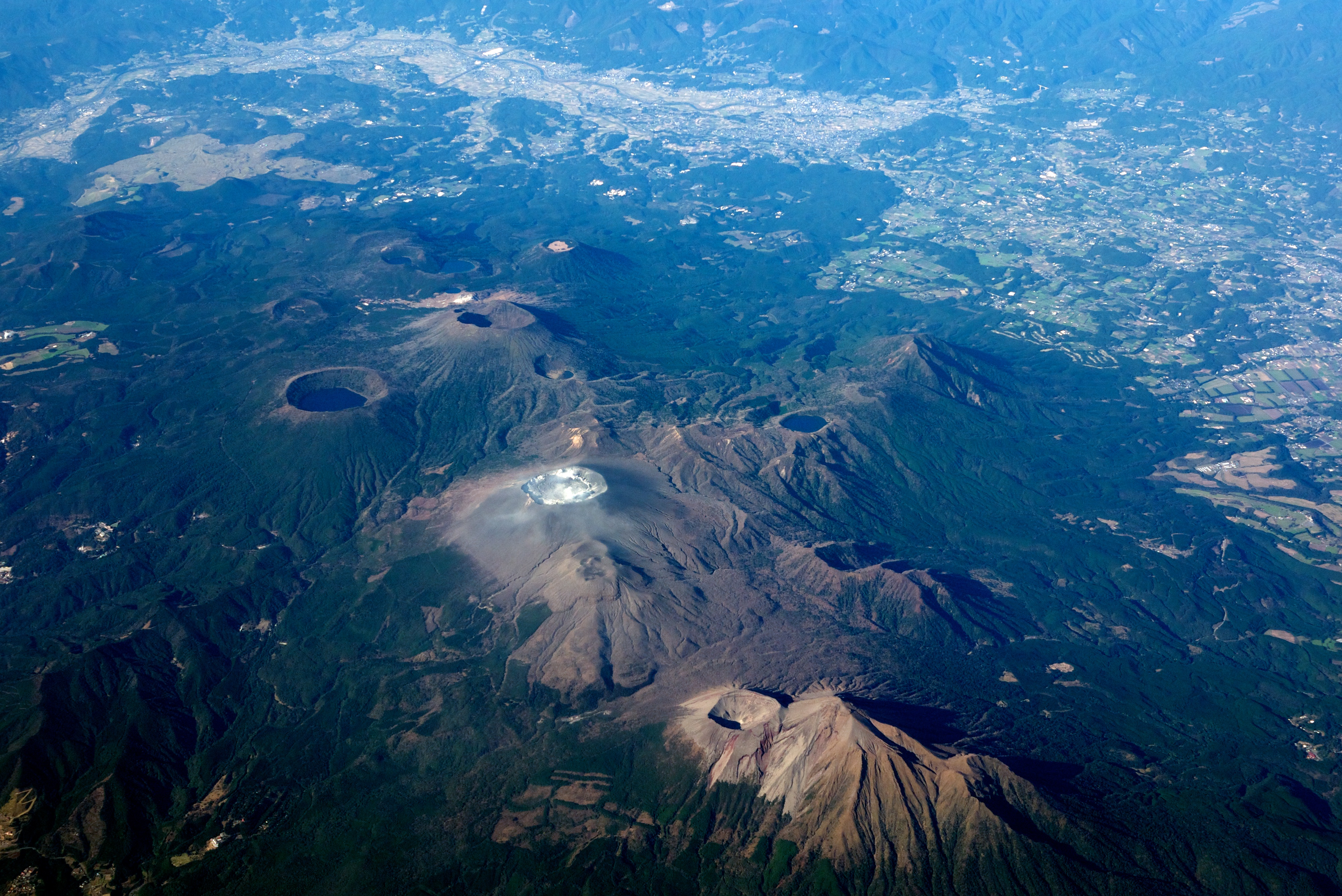
霧島山
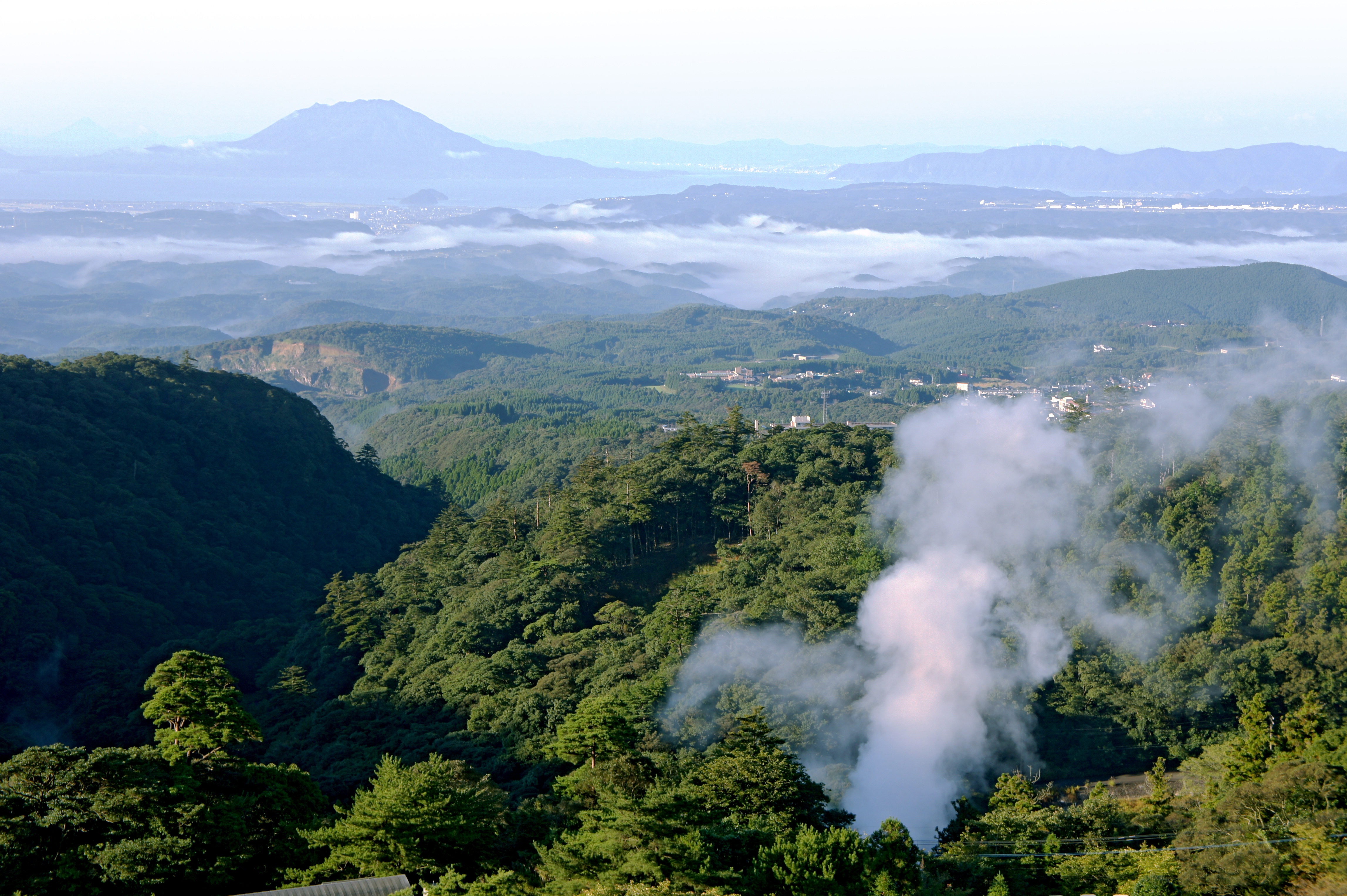
霧島溫泉
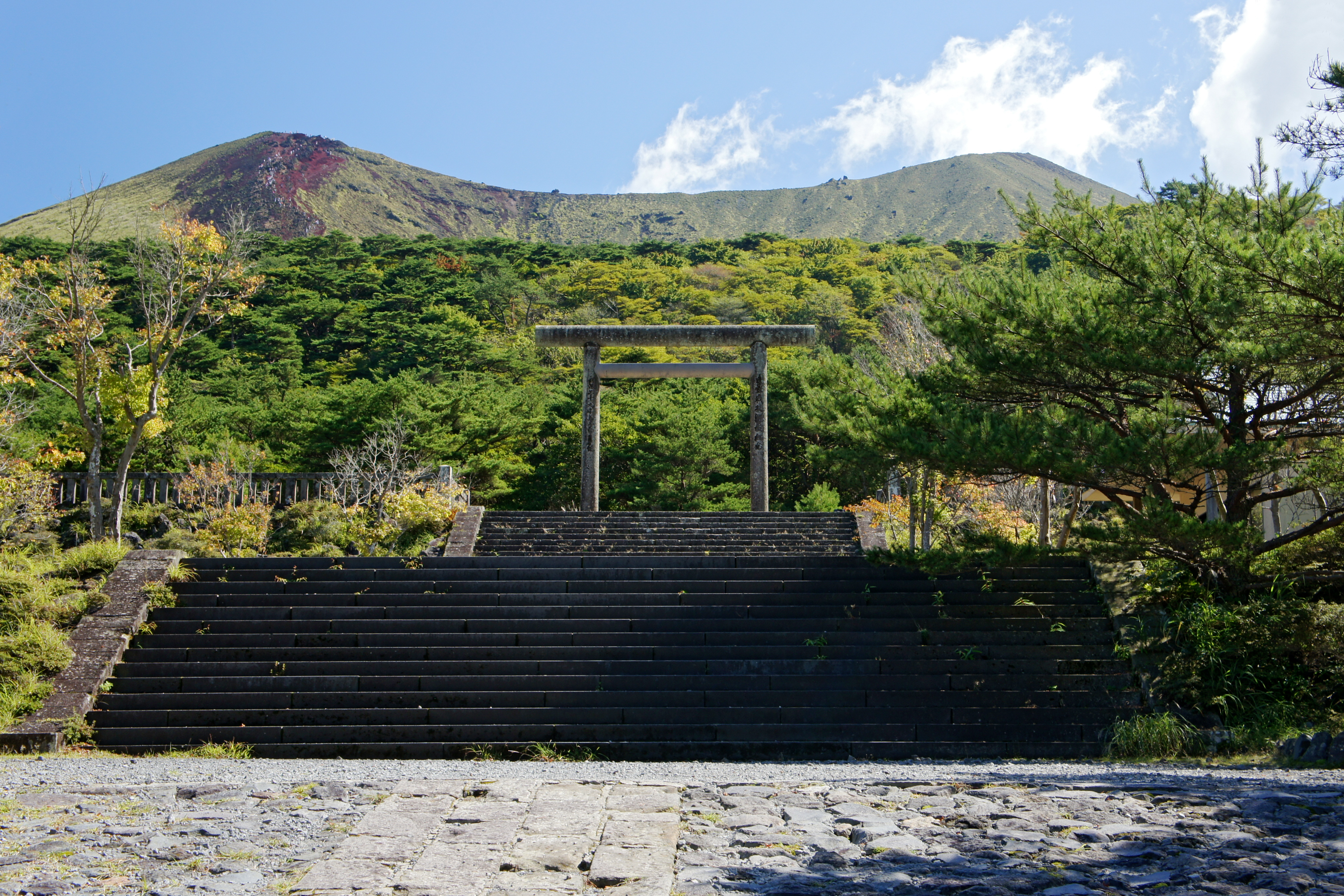
高千穗河原
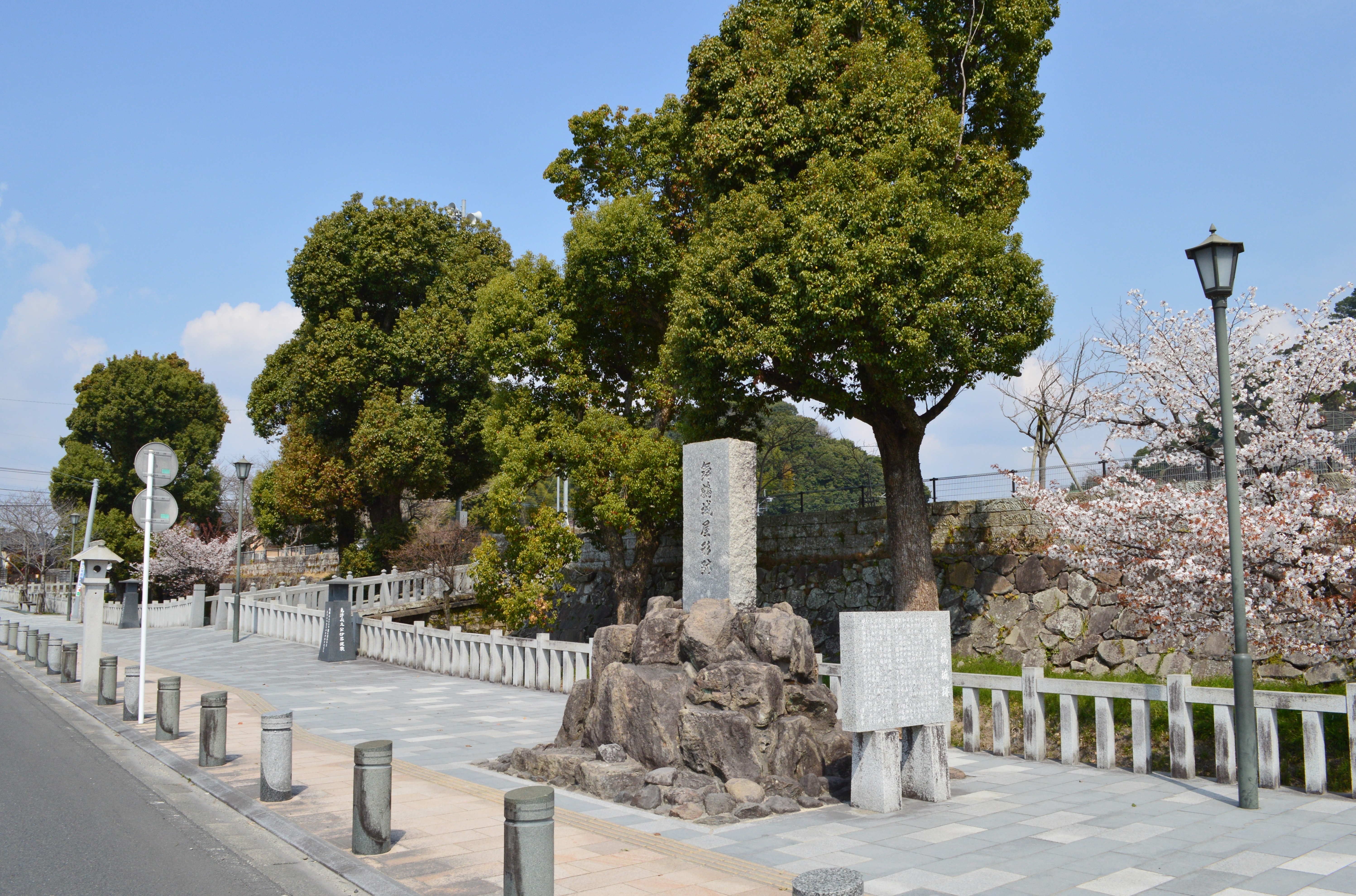
國分城遺址
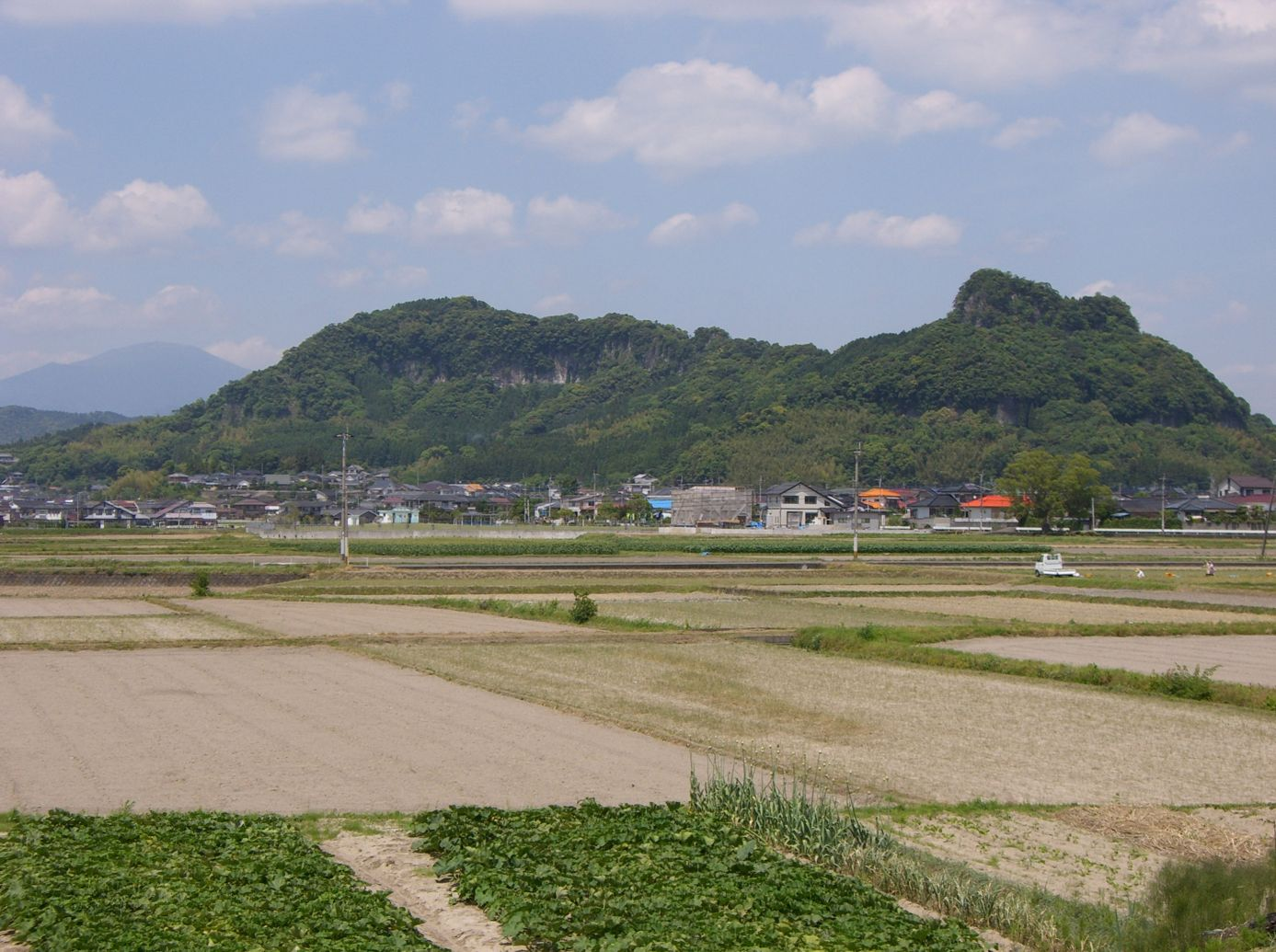
姫木城遺址
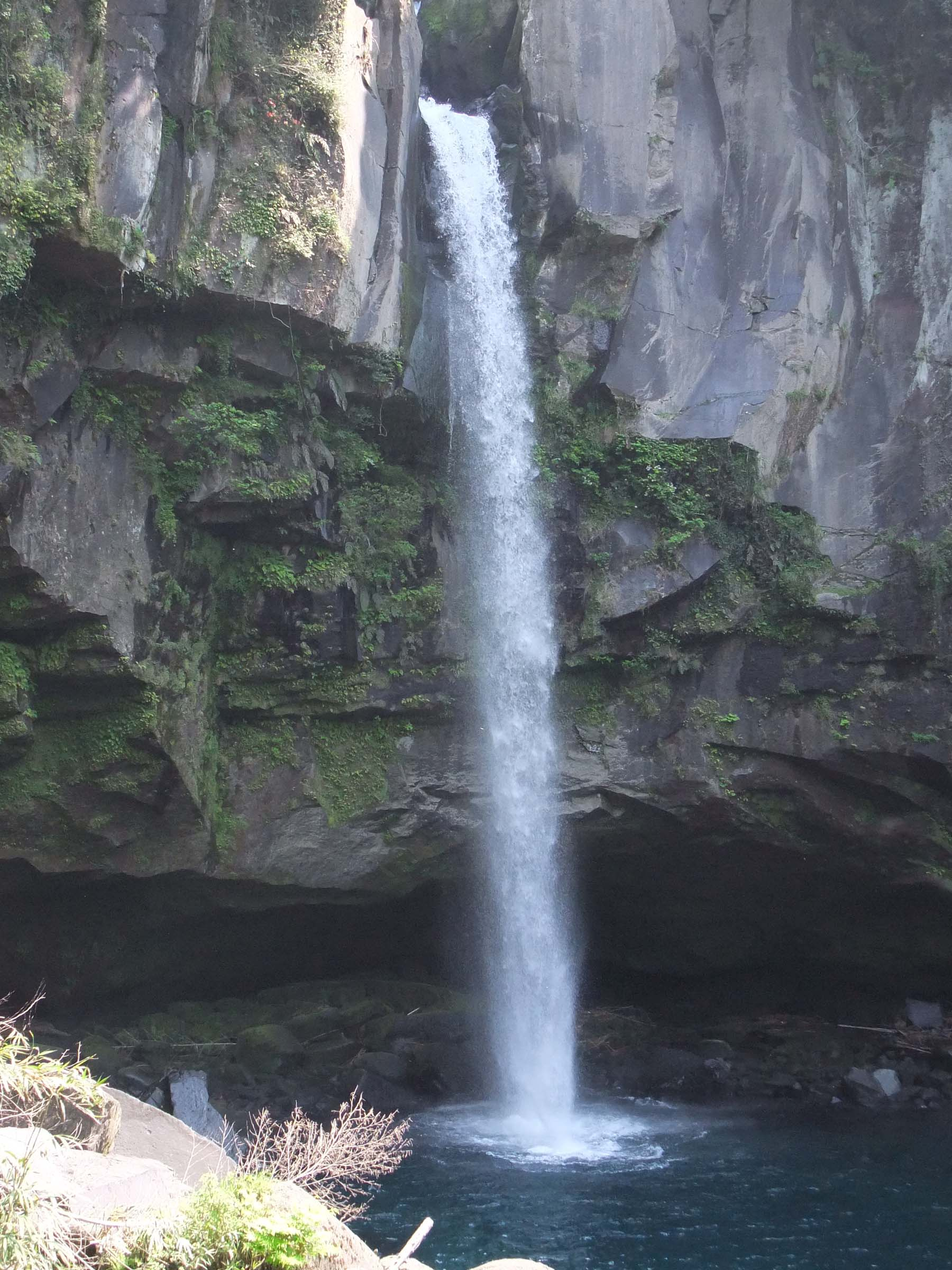
犬飼瀑布
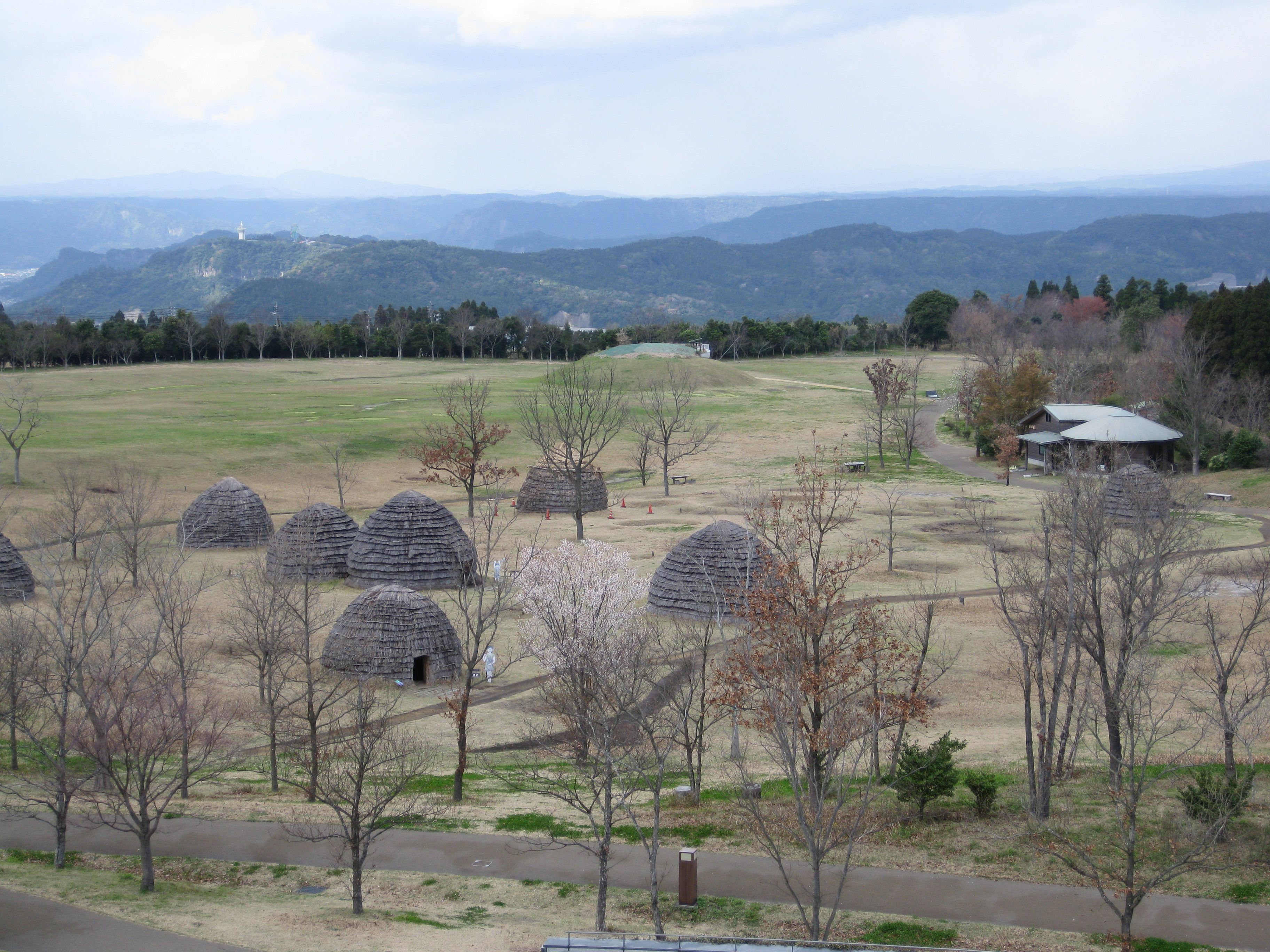
上野原遺跡
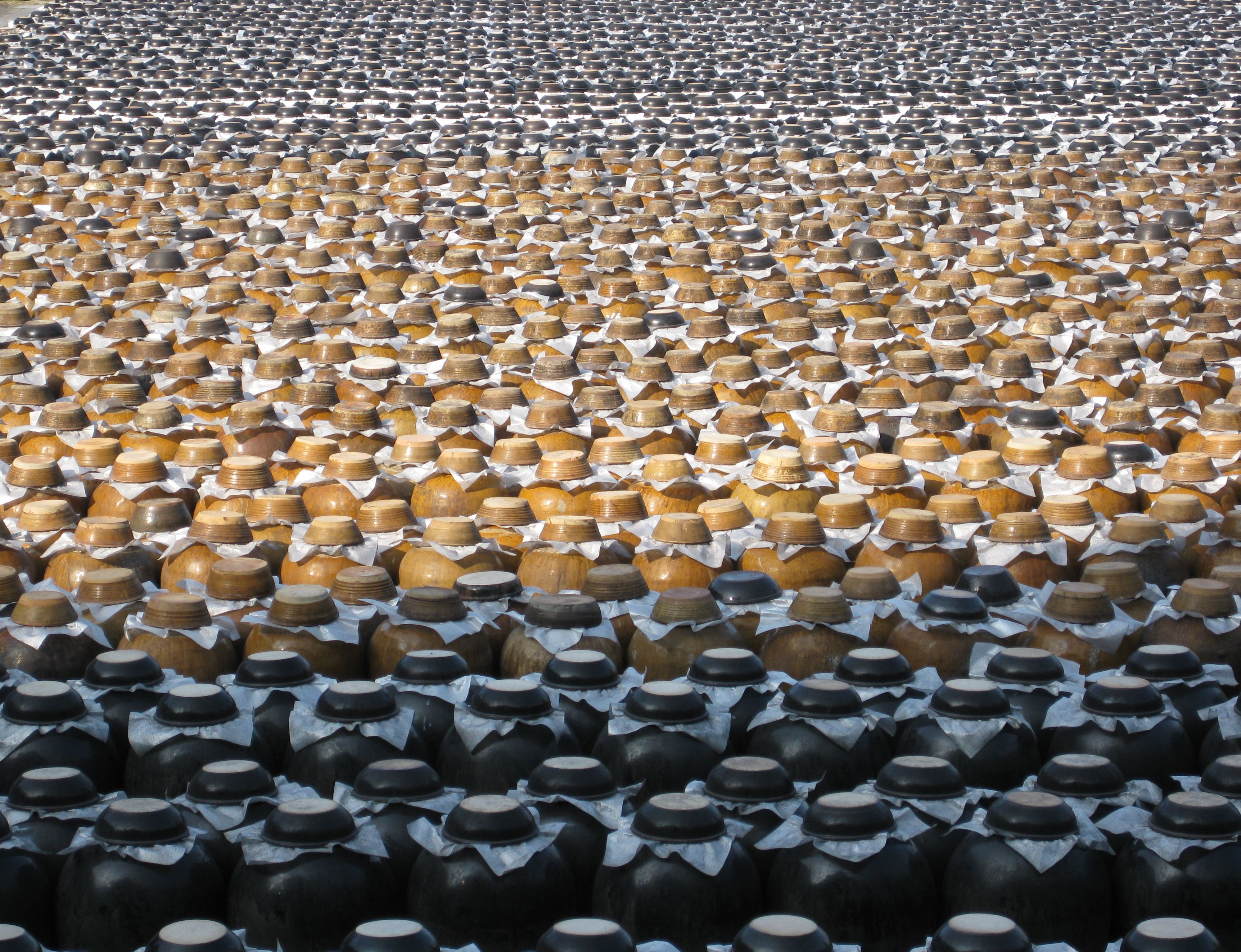
福山醋嘅花瓶畑
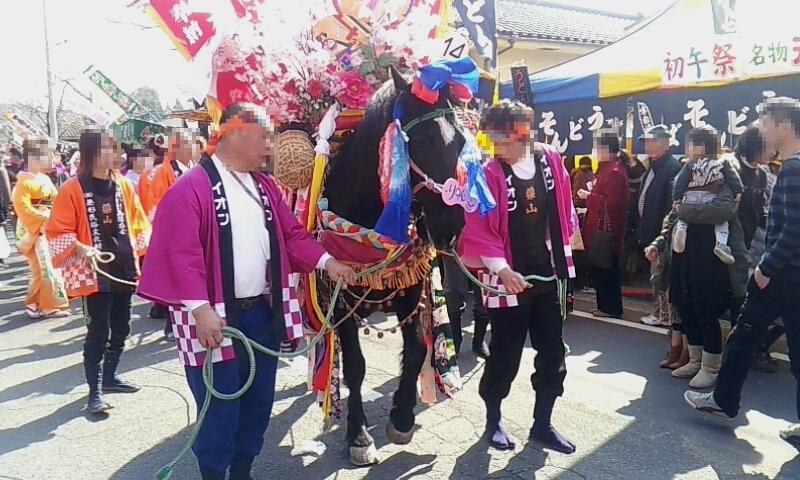
初午節慶

## 姊妹、友好都市

### 日本
- 海津市（岐阜縣）：過去是國分市與海津町締結姊妹都市，在2006年4月25日霧島市與海津市重新締結。
- 和氣町（岡山縣和氣郡）：過去是去是牧園町與其締結姐妹町。
- 雲仙市（長崎縣）：過去是牧園町、霧島町與南高來郡小濱町締結姊妹町，小濱町已於2005年10月11日合併為雲仙市。

### 海外
- 索諾拉（美國加州）：過去是由霧島町與其締結姊妹都市。

## 外部連結
- （日語） 官方网站
- （日語） 姶良中央地區合併協議會 （页面存档备份，存于）
- （日語） 大霧島觀光協會 （页面存档备份，存于）
- （日語） 霧島市國分觀光協會
- （日語） 霧島市準人町觀光協會
- （日語） 霧島商工會議所 （页面存档备份，存于）
- （日語） 維客旅行上的霧島市 （页面存档备份，存于）
- OpenStreetMap上有關霧島市的地理